# Championnats de Belgique d'athlétisme 2023
En 2023, les championnats de Belgique d'athlétisme toutes catégories se sont déroulés les samedi 29 et dimanche 30 juillet dans le Centre sportif « Julien Saelens » de Sport Vlaanderen à Assebroek.
Les épreuves du 10.000 m pour les hommes et les femmes ont eu lieu le samedi 29 avril à Huizingen.

## 100 m
| Résultat | Athlète             | Performance (+1,5 SP) |
| -------- | ------------------- | --------------------- |
| 1er      | Kobe Vleminckx      | 10,32 s               |
| 2e       | Ward Merckx         | 10,34 s               |
| 3e       | Valentijn Hoornaert | 10,46 s               |

| Résultat | Athlète                  | Performance (+1,1 SP) |
| -------- | ------------------------ | --------------------- |
| 1re      | Delphine Nkansa          | 11,03 s               |
| 2e       | Mariam Oulare            | 11,19 s               |
| 3e       | Alizée Morency Poilvache | 11,34 s               |

## 200 m
| Résultat | Athlète         | Performance (-0,6 SP) |
| -------- | --------------- | --------------------- |
| 1er      | Antoine Snyders | 21,24 s               |
| 2e       | Amine Kasmi     | 21,29 s               |
| 3e       | Julien Watrin   | 21,33 s               |

| Résultat | Athlète       | Performance (+0,4 SP) |
| -------- | ------------- | --------------------- |
| 1re      | Mariam Oulare | 23,56 s               |
| 2e       | Imke Vervaet  | 23,95 s               |
| 3e       | Lotte De Foer | 24,66 s               |

## 400 m
| Résultat | Athlète            | Performance |
| -------- | ------------------ | ----------- |
| 1er      | Alexander Doom     | 45,83 s     |
| 2e       | Florent Mabille    | 46,44 s     |
| 3e       | Robin Vanderbemden | 46,53 s     |

| Résultat | Athlète              | Performance |
| -------- | -------------------- | ----------- |
| 1re      | Helena Ponette       | 52,26 s     |
| 2e       | Naomi Van Den Broeck | 52,61 s     |
| 3e       | Cloë Van der Meulen  | 54,72 s     |

## 800 m
| Résultat | Athlète        | Performance |
| -------- | -------------- | ----------- |
| 1er      | Eliott Crestan | 1.46.90     |
| 2e       | Pieter Sisk    | 1,47,18     |
| 3e       | Tibo De Smet   | 1.47.37     |

| Résultat | Athlète          | Performance |
| -------- | ---------------- | ----------- |
| 1re      | Camille Laus     | 2,05,35     |
| 2e       | Vanessa Scaunet  | 2.06.95     |
| 3e       | Annelies Nijssen | 2.07.33     |

## 1500 mètres
| Résultat | Athlète          | Performance |
| -------- | ---------------- | ----------- |
| 1er      | Ruben Verheyden  | 3.41,78     |
| 2e       | Ismael Debjani   | 3.41,84     |
| 3e       | Jochem Vermeulen | 3.42,07     |

| Résultat | Athlète          | Performance |
| -------- | ---------------- | ----------- |
| 1re      | Élise Vanderelst | 4.11,66     |
| 2e       | Mariska Parewyck | 4.17,83     |
| 3e       | Marie Bilo       | 4.20,63     |

## 5000 m
| Résultat | Athlète       | Performance |
| -------- | ------------- | ----------- |
| 1er      | Isaac Kimeli  | 13.25,56    |
| 2e       | John Heymans  | 13.27,06    |
| 3e       | Robin Hendrix | 13.34,30    |

| Résultat | Athlète        | Performance |
| -------- | -------------- | ----------- |
| 1re      | Lisa Rooms     | 15.51,27    |
| 2e       | Chloé Herbiet  | 16.01,97    |
| 3e       | Victoria Warpy | 16.19,01    |

## 10 000 m
| Résultat | Athlète         | Performance |
| -------- | --------------- | ----------- |
| 1er      | Enzo Noel       | 29.15,54    |
| 2e       | Steven Casteele | 30.18,02    |
| 3e       | Noah Konteh     | 30.21,30    |

| Résultat | Athlète       | Performance |
| -------- | ------------- | ----------- |
| 1re      | Jana Van Lent | 34.14,95    |
| 2e       | Anne Schreurs | 35.10,30    |
| 3e       | Yewbdar Denys | 35.16,50    |

## 110 m haies/100 m haies
| Résultat | Athlète               | Performance (+1,4 SP) |
| -------- | --------------------- | --------------------- |
| 1er      | Michael Obasuyi       | 13,57 s               |
| 2e       | Nolan Vancauwemberghe | 13,66 s               |
| 3e       | François Grailet      | 13,82 s               |

| Résultat | Athlète             | Performance (+0,3 SP) |
| -------- | ------------------- | --------------------- |
| 1re      | Yanla Ndjip-Nyemeck | 13,09 s               |
| 2e       | Anne Zagré          | 13,13 s               |
| 3e       | Amber Vanden Bosch  | 13,64 s               |

## 400 m haies
| Résultat | Athlète             | Performance |
| -------- | ------------------- | ----------- |
| 1er      | Wout Bex            | 52,81 s     |
| 2e       | Dries Peeters       | 53,01 s     |
| 3e       | Mimoun Abdoul Wahab | 53,64 s     |

| Résultat | Athlète        | Performance |
| -------- | -------------- | ----------- |
| 1re      | Nina Hespel    | 57,44 s     |
| 2e       | Kylie Lambert  | 57,88 s     |
| 3e       | Ilana Hanssens | 57,96 s     |

## 3000 m steeple
| Résultat | Athlète           | Performance |
| -------- | ----------------- | ----------- |
| 1er      | Clement Deflandre | 8.41,03     |
| 2e       | Remi Schyns       | 8.43,17     |
| 3e       | Tim Van de Velde  | 8.53,92     |

| Résultat | Athlète        | Performance |
| -------- | -------------- | ----------- |
| 1re      | Rhune Vanroose | 10.34,76    |
| 2e       | Eline Dalemans | 10.40,13    |
| 3e       | Elia Cappa     | 11.05,76    |

## Saut en longueur
| Résultat | Athlète          | Performance       |
| -------- | ---------------- | ----------------- |
| 1er      | Yanni Sampson    | 7,40 m (+1,9 m/s) |
| 2e       | Giebe Algoet     | 7,21 m (+2,1 m/s) |
| 3e       | Jeroen Gonnissen | 7,18 m (+1,9 m/s) |

| Résultat | Athlète           | Performance       |
| -------- | ----------------- | ----------------- |
| 1re      | Sennah Vanhoeijen | 6,06 m (+0,8 m/s) |
| 2e       | Maité Beernaert   | 6,04m (+3,8 m/s)  |
| 3e       | Bo Brasseur       | 6,02 m (+0,9 m/s) |

## Triple saut
| Résultat | Athlète         | Performance        |
| -------- | --------------- | ------------------ |
| 1er      | Björn De Decker | 14,87 m (+2,6 m/s) |
| 2e       | Désiré Kingunza | 14,85 m (+2,4 m/s) |
| 3e       | Gregory Geerts  | 14,39 m (+0,8 m/s) |

| Résultat | Athlète        | Performance        |
| -------- | -------------- | ------------------ |
| 1re      | Ilona Masson   | 13,40 m (+2,9 m/s) |
| 2e       | Saliyya Guisse | 12,59 m (+4,5 m/s) |
| 3e       | Elsa Loureiro  | 12,28 m (+2,7 m/s) |

## Saut en hauteur
| Résultat | Athlète       | Performance |
| -------- | ------------- | ----------- |
| 1er      | Thomas Carmoy | 2,20 m      |
| 2e       | Giebe Algoet  | 2,15 m      |
| 3e       | Lars Van Looy | 2,13 m      |

| Résultat | Athlète        | Performance |
| -------- | -------------- | ----------- |
| 1re      | Merel Maes     | 1,80 m      |
| 2e       | Zita Goossens  | 1,77 m      |
| 3e       | Yorunn Ligneel | 1,74 m      |

## Saut à la perche
| Résultat | Athlète             | Performance |
| -------- | ------------------- | ----------- |
| 1re      | Ben Broeders        | 5,72 m      |
| 2e       | Thomas Van Nuffelen | 5,20 m      |
| 3e       | Lukas Urbanczyk     | 5,10 m      |

| Résultat | Athlète          | Performance |
| -------- | ---------------- | ----------- |
| 1re      | Elien Vekemans   | 4,40 m      |
| 2e       | Fleur Hooyberghs | 4,00 m      |
| 3e       | Lola Lepère      | 4,00 m      |

## Lancer du poids
| Résultat | Athlète              | Performance |
| -------- | -------------------- | ----------- |
| 1er      | Andreas De Lathauwer | 17,08 m     |
| 2e       | Kwinten Cools        | 16,47 m     |
| 3e       | Kasper Verbeylen     | 15,69 m     |

| Résultat | Athlète        | Performance |
| -------- | -------------- | ----------- |
| 1re      | Jolien Boumkwo | 16,53 m     |
| 2e       | Elena Defrère  | 15,01 m     |
| 3e       | Noor Vidts     | 13,99 m     |

## Lancer du disque
| Résultat | Athlète          | Performance  |
| -------- | ---------------- | ------------ |
| 1er      | Philip Milanov   | 64,15 mètres |
| 2e       | Leander Casteels | 54,25 mètres |
| 3e       | Lars Coene       | 53,52 mètres |

| Résultat | Athlète            | Performance  |
| -------- | ------------------ | ------------ |
| 1re      | Babette Vandeput   | 54,98 mètres |
| 2e       | Jihane Mrabet      | 50,11 mètres |
| 3e       | Anouska Hellebuyck | 50,04 mètres |

## Lancer de javelot
| Résultat | Athlète          | Performance  |
| -------- | ---------------- | ------------ |
| 1er      | Timothy Herman   | 80,26 mètres |
| 2e       | Cedric Sorgeloos | 70,55 mètres |
| 3e       | Ides Verhulst    | 64,00 mètres |

| Résultat | Athlète          | Performance  |
| -------- | ---------------- | ------------ |
| 1re      | Nafissatou Thiam | 51,95 mètres |
| 2e       | Pauline Smal     | 49.29 mètres |
| 3e       | Cassandre Evans  | 43,27 mètres |

## Lancer du marteau
| Résultat | Athlète          | Performance |
| -------- | ---------------- | ----------- |
| 1er      | Remi Malengreaux | 61,41 m     |
| 2e       | Devlin Neyens    | 58,87 m     |
| 3e       | Orry Willems     | 58,40 m     |

| Résultat | Athlète               | Performance  |
| -------- | --------------------- | ------------ |
| 1re      | Vanessa Sterckendries | 66,11 mètres |
| 2e       | Jolien Boumkwo        | 63,25 mètres |
| 3e       | Ilke Lagrou           | 56,80 mètres |

## Sources
- Ligue belge francophone d'athlétisme
- Ligue belge flamande d'athlétisme
- Résultats